# Chiesa di San Giorgio (Orio al Serio)
La chiesa della San Giorgio è il principale luogo di culto cattolico di Orio al Serio in provincia e diocesi di Bergamo. Fa parte del vicariato di Scanzo-Seriate.

## Storia
La prima citazione di una chiesa a Orio al Serio è inserita nel sinodo diocesano voluto dal vescovo di Bergamo Giovanni da Scanzo nel 1304 che riporta la presenza di "Marchus presbiter" a rappresentare la chiesa. Nuovamente indicata nel 1360 nel "nota ecclesiarum", elenco ordinato da Bernabò Visconti per definire i benefici e nominandone il titolare, delle chiese e dei monasteri bergamaschi e stabilirne i tributi e le decime da versare alla chiesa di Roma e alla famiglia Visconti di Milano. Dai fascicoli risulta che la chiesa aveva un solo beneficio e dipendente dal primicerio di Seriate.
Con l'istituzione dei vicariati foranei voluti dal vescovo Federico Corner nel secondo sinodo diocesano del 1568 in ottemperanza delle disposizioni del primo sinodo provinciale del 1564, la chiesa continuò a essere inserita nella pieve di Seriate.
Una nuova chiesa fu edificata sui resti di quella antica dedicata alla santissima Vergine il 7 settembre 1569, questa fu intitolata a san Giorgio come quella antica posta troppo dislocata e inaccessibile ai fedeli.
Il 19 settembre 1575 l'arcivescovo di Milano san Carlo Borromeo visitò la chiesa di Santa Maria di Orio al Serio, che aveva tra le chiese quella campestre di San Giorgio, che risulta essere chiesa cimiteriale. Nel documento della curia del 1577 che attestava i benefici delle chiese, vengono citati due edifici di culto sul territorio di Orio al Serio, uno intitolato a san Giorgio posto però fuori dal centro urbano, e l'altro intitolato a Santa Maria, che per comodità conservava il Santissimo Sacramento.
Alla fine del Cinquecento l'edificio fu oggetto di nuovi lavori di ampliamento e di mantenimento.

Nel 1659 fu il vescovo san Gregorio Barbarigo a visitare la parrocchia, la relazione indica la presenza della confraternita del Santissimo Sacramento. La parrocchia inserita nel vicaria di Seriate era retta da un solo sacerdote.
La chiesa fu inserita nel 1666 nel “Sommario delle chiese di Bergamo”, elenco redatto dal cancelliere della curia vescovile di Bergamo Giovanni Giacomo Marenzi. Nel documento è indicata come chiesa parrocchiale sotto l'invocazione di san Giorgio. Vi erano sussidiare la chiesa con l'intitolazione alla Madonna e quella campestre a San Giorgio. Vi erano le scuole del Santissimo Sacramento, del Santo Rosario, che gestivano i tre altari. Vi erano inoltre un curato titolato.
Il vescovo di Bergamo Giovanni Paolo Dolfin visitò la parrocchiale il 16 novembre 1780. La relazione indica la presenza di quattro altari di cui quello maggiore gestito della scuola del Santissimo Sacramento, un secondo dalla confraternita del Santissima Vergine del Rosario e si esercitava la dottrina cristiana. Vi era un parroco coadiuvato da un cappellano e in prossimità l'oratorio campestre sempre intitolato a san Giorgio.
La chiesa risulta inserita nell'elenco dello stato della diocesi del 1861 indicata come parrocchiale e inserita nel vicariato di Seriate. Il clero era retto da un parroco coadiuvato e da un cappellano. Vi erano in prossimità la chiesa intitolata a san Salvatore località Betosca e san Giorgio Martire.
La chiesa fu consacrata il 21 settembre 1880 dal vescovo Gaetano Camillo Guindani con l'intitolazione a san Giorgio. Nel XX secolo la chiesa fu oggetto di restauro e lavori di mantenimento con la posa delle nuove campane consacrate nel 1953 dopo che quelle precedenti erano state sequestrate durante il secondo conflitto bellico.
Per rispondere all'adeguamento liturgico delle chiese fu posto il nuovo altare rivolto verso il popolo, realizzato in legno di rovere.
Con decreto del 27 maggio 1979 del vescovo Giulio Oggioni la chiesa fu inserita nel vicariato foraneo di Scanzo-Seriate.

## Descrizione

### Esterno
L'edificio di culto anticipato dal sagrato con pavimentazione in porfido presenta la facciata poligonale divisa da una cornice marcapiano con copertura in coppi, su due ordini, e tripartita da lesene complete di zoccolatura. La parte centrale presenta l'ingresso principale con portale in marmo si Zandobbio con architrave che regge il timpano curvo spezzato. Le due sezioni laterali conservano in due nicchie le statue dei santi Giuseppe e Gioacchino. L'ordine superiore ha un'apertura rettangola nella sezione centrale atta a illuminare l'aula e nelle sezioni laterali in corrispondenza alle nicchie inferiori, altre due dove vi sono le statue di due sante. Il frontone termina con il timpano triangolare coronato dalle statue dei santi Giorgio centrale e laterali Pietro e Paolo. Sul lato destro dell'edificio vi è il portico con tre archi retti da colonne toscane.

### Interno
L'interno a pianta rettangolare con volta a botte, si sviluppa in quattro campate divise da lesene complete di zoccolatura e capitelli corinzi che reggono la trabeazione. La navata presenta tre cappelle per lato inserite in sfondati ad arco. La prima campata a sinistra conserva il battistero e corrispondente a destra la cappella di sant'Antonio di Padova. La campata successiva è destinata a zona penitenziale con i confessionali lignei. La terza campata si collega a sinistra con l'ingresso alla cappella della Madonna di Lourdes e corrisponde a destra con l'ingresso laterale dal porticato esterno. L'ultima campata presenta a sinistra la cappella della Madonna del Santo Rosario e corrispondente sul lato destro quella di San Giuseppe.
La zona del presbiterio a piana rettangolare, si presenta anticipata dall'arco trionfale. Le due cantorie sono poste lateralmente e termina con coro absidato coperto da catino e arredato dal coro ligneo.
Tra le molte opere conservate nella chiesa vi è la tela Madonna col Bambino opera di Francesco Zucco e affreschi di Vincenzo Angelo Orelli.